# Emil Ginkel
Emil Ginkel (* 27. November 1893 in Elberfeld; † 31. März 1959 in Wuppertal) war ein deutscher Schriftsteller.

## Leben
Ginkel wuchs in einfachen Verhältnissen als Sohn eines evangelischen Missionars auf. Er war Soldat im Ersten Weltkrieg, nach dem Krieg schloss er sich der USPD an und trat 1920 in die KPD über. Er arbeitete unter anderem in der Textilindustrie, schrieb Kurzgeschichten und ab Mitte der 1920er Jahre Gedichte. Seine erste Gedichtsammlung Pause am Lufthammer machte ihn innerhalb der Arbeiterliteratur bekannt. Ginkel trat dem Bund proletarisch-revolutionärer Schriftsteller bei; nach 1933 konnte er nicht mehr publizieren und arbeitete illegal für die KPD. Nach 1945 war er bis 1956 Leiter der Lokalredaktion Mettmann der KPD-Zeitung „Freies Volk“. Seine Bücher konnten jedoch nur in der DDR erscheinen.

## Werke
- 1928: Pause am Lufthammer. Gedichte
- 1950: Fabrik ohne Aktionäre. Gedichte
- 1950: Lied überm Strom. Gedichte
- 1951: Die Gelegenheit. Erzählung